# Debrca
Debrca (en macédonien : Дебрца ) est une commune du sud-ouest de la Macédoine du Nord. Elle comptait 3 719 habitants en 2021 et s'étend sur 425,39 km2. C'est la seule commune macédonienne à ne pas porter le nom de son chef-lieu, ici le village de Beltchichta ; c'est également une commune jeune, puisqu'elle fut créée en 2004 par la fusion de celles de Beltchichta et Mecheïchta.
Debrca possède une petite partie de la rive nord du lac d'Ohrid et compte plusieurs sites archéologiques importants, comme celui de Trebenichta, une nécropole princière antique, et le village préhistorique de Gorentsi.
Son territoire est limitrophe de ceux des communes de Kičevo, Demir Hisar, Ohrid et Struga. La commune compte plusieurs villages : Beltchichta, où se trouve le siège administratif, Arbinovo, Botoun, Brejani, Velmey, Volino, Vrbyani, Godivyé, Gorentsi, Gorno Sredoretchié, Grko Polé, Dolno Sredoretchié, Zlesti, Izdeglavyé, Klimechtani, Laktinyé, Lechani, Mecheïchta, Mramorets, Novo Selo, Ozdoleni, Orovnik, Pesotchani, Slatino, Slatinski Tchiflik, Slivovo, Sochani, Trebenichta, Touriyé et Tsrvena Voda.

## Démographie
Lors du recensement de 2002, la commune n'existait pas, mais celles de Beltchichta et de Mecheïchta, qui ont fusionné pour la former en 2004 comptaient ensemble :
- Macédoniens : 5 323 (96,68 %)
- Albanais : 506 (2,78 %)
- Serbes : 8 (0,14 %)
- Turcs : 2 (0,04 %)
- Autres : 20 (0,34 %)